# Golfo de Adem

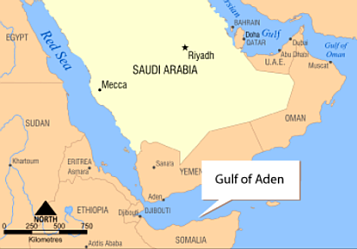
Localização do golfo de Adem

O golfo de Adem, (pronúncia em português: [ˈadɐ̃j] ou [ˈadẽj]), Áden, (pronúncia em português: [ˈadɛn]) ou Adém (pronúncia em português: [aˈdɐ̃j] ou aˈdẽj) — árabe: عدن ; AFI: [/ˈʕɑdæn/]; em árabe: خليج عدن Ḫalīǧ ʻAdan, somali:  Gacanka Cadmeed) é um  golfo situado no mar de Omã,  no norte do oceano Índico, entre a  Somália, no Chifre da África, e o Iémen, na costa sul da península Arábica. O seu nome provém da cidade de Adem, na extremidade sul da  península. O golfo conecta-se, ao norte, com o mar Vermelho, através do estreito de  Babelmândebe, com mais de 30 km de largura, e tem o mesmo nome da cidade portuária de Adem, no Iêmen.
Historicamente, o golfo de Áden era conhecido como  "golfo de Berbera", em alusão à antiga cidade  portuária somali, situada na margem sul do golfo, na atual Somalilândia. Todavia  o desenvolvimento da cidade de Adem, durante a era colonial, fez com que o nome de "golfo de Adem" prevalecesse sobre a antiga denominação.

## Características principais
Este mar marginal foi formado há cerca de 35 milhões de anos, com a separação das placas tectónicas africana e arábica e faz parte do sistema do grande vale do Rift.
O golfo de Adem é uma via marítima essencial para o petróleo do golfo Pérsico, tornando-o muito importante para a economia mundial. Possui muitas variedades de peixes, corais e outras criaturas marinhas, devido a sua baixa poluição. Os principais portos são Adem (no Iémen), Berbera e Bosaso (ambos na Somália).
Ele não é considerado seguro, visto que a Somália que lhe é limítrofe, é um país instável, e o Iémene não possui forças de segurança suficientes na região. É uma das principais áreas de pirataria mundial, extremamente perigosa para a navegação. Além disso, vários ataques terroristas foram efetuados no golfo, como o do USS Cole.